# Ardi Veliu
Ardi Veliu (ur. 2 marca 1972) – albański policjant i polityk, w latach 2018–2021 szef albańskiej Policji.

## Życiorys
Ukończył naukę w liceum wojskowym, następnie kształcił się w Akademii Wojskowej oraz Akademii Policyjnej w Tiranie, kontynuował studia w Akademii Policyjnej w Ankarze.
Jako policjant pełnił początkowo służbę we Wlorze, następnie był szefem komisariatów w Durrës i Wlorze oraz wicedyrektorem komisariatu w Tiranie. W 2007 roku odszedł z policji w celu zaangażowania się w działalność polityczną, po sześciu latach wrócił jednak do służby w policji. Pełnił funkcję dyrektora komisariatu w Tiranie, a 5 lutego 2018 roku objął urząd szefa albańskiej Policji, z którego zrezygnował w październiku 2021. Został następnie mianowany wiceministrem infrastruktury i energii.